# Strażnik domu Momochi
Strażnik domu Momochi (jap. 百千さん家のあやかし王子 Momochi-san chi no ayakashi ōji) – shōjo-manga autorstwa Ayi Shōoto, publikowana na łamach magazynu „Asuka Comics DX” wydawnictwa Kadokawa Shoten od lutego 2013 do sierpnia 2019. W Polsce ukazała się ona nakładem wydawnictwa Waneko
Na podstawie mangi powstała także seria trzech odcinków audio oraz spektakl.
Adaptacja anime, za produkcję której odpowiadało studio Drive, była emitowana od stycznia do marca 2024.

## Fabuła
Wychowująca się w sierocińcu Himari Momochi w dniu swoich szesnastych urodzin nieoczekiwanie otrzymuje w testamencie starą, rodzinną posiadłość. Jednakże na własnej skórze przekonuje się, że dom jest czymś więcej – domostwo jest zamieszkiwane przez demony i stanowi pomost między światami. Jednym z mieszkańców domu jest Aoi, który służy jako strażnik domu.

## Bohaterowie
- Himari Momochi (jap. 百千ひまり Momochi Himari)

Seiyū: Saki Fujita (drama CD), Natsumi Kawaida (anime) 
- Aoi Nanamori (jap. 七守葵 Nanamori Aoi) / Nue (jap. 鵺)

Seiyū: KENN (drama CD), Takeo Ōtsuka (anime) 
- Yukari (jap. 紫)

Seiyū: Kōji Yusa (drama CD), Shinnosuke Tachibana (anime) 
- Ise (jap. 伊勢)

Seiyū: Yūki Ono (drama CD, anime) 
- Kasha (jap. 火車)

Seiyū: Taku Yashiro (anime) 
- Takamura Nachi (jap. 那智 篁 Nachi Takamura)

Seiyū: Wataru Hatano (anime) 

## Manga
Manga ukazywała się od 23 lutego 2013 do 24 sierpnia 2019 w czasopiśmie „Asuka Comics DX”. Wydawnictwo Kadokawa Shoten zebrało ją w 16 tankōbonach, wydanych między 23 lipca 2013 a 24 października 2019.
W Polsce manga została wydana przez Waneko.
| Nr | Język japoński       | Język japoński         | Język polski     | Język polski           |
| Nr | Data wydania         | ISBN                   | Data wydania     | ISBN                   |
| -- | -------------------- | ---------------------- | ---------------- | ---------------------- |
| 1  | 23 lipca 2013        | ISBN 978-40-4120-810-6 | 3 lipca 2015     | ISBN 978-83-64891-66-3 |
| 2  | 26 listopada 2013    | ISBN 978-40-4120-893-9 | 4 września 2015  | ISBN 978-83-64891-67-0 |
| 3  | 26 lutego 2014       | ISBN 978-40-4121-026-0 | 6 listopada 2015 | ISBN 978-83-64891-68-7 |
| 4  | 26 czerwca 2014      | ISBN 978-40-4101-673-2 | 5 stycznia 2016  | ISBN 978-83-64891-69-4 |
| 5  | 25 października 2014 | ISBN 978-40-4102-218-4 | 4 marca 2016     | ISBN 978-83-64891-70-0 |
| 6  | 26 lutego 2015       | ISBN 978-40-4102-563-5 | 5 maja 2016      | ISBN 978-83-64891-71-7 |
| 7  | 26 czerwca 2015      | ISBN 978-40-4103-119-3 | 5 lipca 2016     | ISBN 978-83-8096-055-8 |
| 8  | 21 października 2015 | ISBN 978-40-4103-659-4 | 5 września 2016  | ISBN 978-83-8096-056-5 |
| 9  | 25 czerwca 2016      | ISBN 978-40-4104-415-5 | 5 listopada 2016 | ISBN 978-83-8096-138-8 |
| 10 | 26 listopada 2016    | ISBN 978-40-4105-103-0 | 31 marca 2017    | ISBN 978-83-8096-210-1 |
| 11 | 25 marca 2017        | ISBN 978-40-4105-528-1 | 20 lipca 2017    | ISBN 978-83-8096-243-9 |
| 12 | 24 sierpnia 2017     | ISBN 978-40-4106-012-4 | 4 grudnia 2017   | ISBN 978-83-8096-313-9 |
| 13 | 24 marca 2018        | ISBN 978-40-4106-730-7 | 16 lipca 2018    | ISBN 978-83-8096-314-6 |
| 14 | 24 października 2018 | ISBN 978-40-4107-519-7 | 7 lutego 2019    | ISBN 978-83-8096-315-3 |
| 15 | 24 kwietnia 2019     | ISBN 978-40-4108-061-0 | 2 sierpnia 2019  | ISBN 978-83-8096-715-1 |
| 16 | 24 października 2019 | ISBN 978-4-04-108794-7 | 4 lutego 2020    | ISBN 978-83-8096-808-0 |

## Słuchowisko
Na podstawie mangi powstała adaptacja w formie odcinków audio. Zostały wydane trzy płyty CD, a każda z płyt zawiera 60 minut materiału oraz dodatkowo komentarze obsady. Pierwsza płyta została wydana 26 czerwca 2014, druga 14 marca 2015, a trzecia 26 czerwca 2015 roku.

## Anime
Podczas Japan Expo 2023 zapowiedziano powstanie adaptacji w formie telewizyjnego serialu anime. Za produkcję odpowiadało studio Drive, za reżyserię Bob Shirahata, postacie zaprojektowała Mariko Oka, scenariusz napisała Yasuko Aoki, a muzykę skomponowali Ayana Tsujita i Tomoyuki Kono. Seria była emitowana od 6 stycznia do 23 marca 2024 w Tokyo MX i innych stacjach. Motywem otwierającym jest „Hōzuki” (jap. 鬼灯) auutortwa Yoh Kamiyamy, końcowym zaś „Aiyue” (jap. 愛故) w wykonaniu Muto.